# 13543 Butler
13543 Butler este un asteroid din centura principală de asteroizi.

## Descriere
13543 Butler este un asteroid din centura principală de asteroizi. A fost descoperit pe 2 ianuarie 1992 la Kitt Peak National Observatory în cadrul proiectului Spacewatch. El prezintă o orbită caracterizată de o semiaxă mare de 2,44 ua, o excentricitate de 0,14 și o înclinație de 8,6° în raport cu ecliptica.